# Poale Zion
Le Poale Zion (hébreu : פועלי ציון, aussi écrit Poalei Tziyon, Poaley Syjon ou encore Poaley Zion ; en français : Travailleurs de Sion) est un mouvement marxiste et sioniste regroupant des cercles de travailleurs juifs fondés dans différentes villes de l'Empire russe après le rejet du sionisme par  le Bund ou Union générale des travailleurs juifs de Lituanie, Pologne et Russie en 1901.

## Formation et débuts
Les partis et organisations composant le Poale Zion naquirent au sein de la diaspora juive au début des années 1900. L'une de ses branches vit ainsi le jour à New York en 1903. D'autres branches furent formées à Londres et à Leeds respectivement en 1903/1904 et 1905,. En novembre 1905, le Poale Zion (Travailleurs de Sion) fut fondé en Palestine mandataire, et un mois plus tard, le Parti travailliste socialiste juif (Poale Zion) fut formé aux États-Unis et au Canada. En mars 1906, le Parti travailliste socialiste démocratique juif (Poale Zion) fut créé en Russie. La même année, un parti Poale Zion formel fut créé à Poltava en Ukraine, sous la direction de Ber Borochov, et d'autres groupes furent bientôt formés à travers l'Europe, y compris en Pologne, Autriche et au Royaume-Uni[réf. nécessaire].
Les principes clés de l'idéologie du Poale Zion à ses débuts étaient les acceptations de la vision marxiste de l'histoire et du rôle du nationalisme, que Ber Borochov pensait ne pas pouvoir être ignoré en tant que facteur de développement historique. Ainsi, selon le Poale Zion, un Prolétariat juif s'établirait sur la terre d'Israël et prendrait ensuite part à la lutte des classes. Ces lignes directrices furent exposées dans Notre plate-forme de Ber Borochov, publié en 1906.
Une Union mondiale des Poale Zion fut créée. Son deuxième congrès, en 1909, insista sur les projets socialistes pratiques en Palestine. En Palestine ottomane, le Poale Zion fonda l'organisation para-militaire Hashomer afin de surveiller et de protéger les colonies du Yichouv, et promeut l'idée de la « conquête par le travail » (Kibbush Ha'avoda) et de l'Avoda Ivrit (« travail juif »). Le Poale Zion fonda des bureaux pour l'emploi, des services de restauration et de santé pour ses membres. Ces services évoluèrent par la suite en institutions du sionisme social en Israël. Lors de la Première Guerre mondiale, le Poale Zion servit à recruter des soldats pour la Légion juive.
Le Poale Zion fut actif au Royaume-Uni durant la Première Guerre mondiale, sous la direction de J. Pomeranz et M. Meyer, et influença le mouvement travailliste britannique, y compris dans l'élaboration (par Sidney Webb et Arthur Henderson) du Mémorandum sur les objectifs de guerre du Parti travailliste, reconnaissant le droit au retour des Juifs en Palestine, document qui précéda de trois mois la déclaration Balfour.

## Division(s)
« Nous étions entre le marteau et l'enclume » explique un ancien militant de Poale Sion. Cette situation est moquée dans une chansonnette yiddish : « Fun Zion a leck, fun Marx a schmeck » (« une lichette de Sion, mais un goût de Marx »).
Le Poale Zion se sépara en fractions Gauche et Droite en 1919-1920, suivant en cela une division similaire s'étant produite au sein de l'Internationale ouvrière et résultant au moins en partie des opinions des militants sur la montée du chaos et de la violence se produisant alors en Russie bolchévique.
L'aile droite (aussi connue sous le nom de Poale Zion droitiste, Droite Poale Zion ou simplement Poale Zion) était non-marxiste et était favorable à un programme socialiste plus modéré, s'affilia solidement à l'Internationale ouvrière, et évolua vers un parti social-démocrate. Depuis leur immigration en Palestine en 1906 et 1907, les dirigeants principaux du Poale Zion étaient David Ben Gourion, qui rejoignit, en tant qu'étudiant à l'université de Varsovie, un groupe local Poale Zion en 1904, et Yitzhak Ben-Zvi, ami proche de Ber Borochov et l'un des premiers membres du groupe Poltava. Après la séparation, les deux Benim (« les Ben ») continuèrent à contrôler et à diriger la Droite Poale Zion en Palestine, qui finit par fusionner avec d'autres mouvements pour former de plus grandes forces.
L'aile gauche (aussi connue sous le nom de Poale Zion gauchiste ou Gauche Poale Zion, yiddish : Linke Poale Tzion) ne considérait pas l'Internationale ouvrière comme assez radicale, et certains allèrent jusqu'à accuser les membres qui s'en revendiquaient d'avoir trahi les principes révolutionnaires de Borochov (de manière ironique, Ber Borochov avait commencé à modifier son idéologie dès 1914 et l'avait publiquement inscrite dans la mouvance sociale-démocrate l'année précédant sa mort). La Gauche Poale Zion, qui soutenait la Révolution bolchevique, continua à adhérer étroitement aux principes marxistes et communistes et demanda de manière répétée son adhésion à l'Internationale communiste auprès de l'Union soviétique. Ses essais furent cependant infructueux, car les Soviets (et en particulier les membres juifs non-sionistes) restaient suspicieux vis-à-vis des tendances nationalistes du sionisme, et certains dirigeants du parti possédaient également des griefs à l'encontre des membres de la Gauche Poale Zion.
Le Poale Zion en Palestine se divisa entre aile droite et aile gauche lors de son congrès de février-mars 1919. En octobre 1919, une fraction de la Gauche Poale Zion fonda le Mifleget Poalim Sozialistiim (Parti des travailleurs socialistes), rebaptisé en 1921 Parti communiste juif, puis éclata en 1922 sur la question du sionisme, l'une des fractions prenant le nom de Parti communiste palestinien et l'autre, plus anti-sioniste, le nom de Parti communiste de Palestine. La première conserva ses liens avec la Gauche Poale Zion. Ces deux tendances fusionnèrent en 1923 sous le nom de Parti communiste de Palestine en 1923 et devint une section officielle de l'Internationale communiste. Une autre des fractions de la Gauche Poale Zion liée au mouvement kibboutz Hachomer Hatzaïr, fondé en 1919 en Europe devint par la suite le parti Mapam. L'aile droite devint sous la direction de David Ben Gourion l'Akhdut HaAvoda en 1919, qui devient à la suite d'une fusion avec un autre parti le Mapaï, lui-même précurseur du Parti travailliste israélien.
La Gauche Poale Zion de Russie participa à la Révolution bolchevique. Ber Borochov lui-même retourna en Russie après la Révolution de Février et organisa des brigades d'activistes du Poale Zion, surnommées « brigades Borochov », afin de combattre dans l'Armée rouge. Le parti resta légal jusqu'en 1928, année durant laquelle il fut liquidé par le NKVD. La plupart des autres organisations sionistes avaient été dissoutes en 1919, et il semble que la Gauche Poale Zion fut autorisée au-delà de cette date car reconnue officiellement comme un parti de type communiste. En 1919, les communistes de la Gauche Poale Zion quittèrent le parti pour fonder le Parti communiste juif, qui finit par rejoindre le Parti communiste de l'Union soviétique, ce qui le conduisit à une perte importante de ses membres en Russie. La fraction gauche rencontra plus de succès et de popularité au Royaume-Uni et en Pologne durant la Seconde Guerre mondiale.
L'Union mondiale des Poale Zion (l'aile droite des Poale Zion) fut membre de l'Internationale ouvrière socialiste entre 1923 et 1930 (par sa section palestinienne).
En 1928, l'Union mondiale des Poale Zion (aile droite des Poale Zion) indiquait compter 22 500 membres dans ses sections dans le monde entier : 5 000 en Pologne et aux États-Unis, 4 000 en Palestine, 3 000 en Russie, 1 000 en Lituanie, Roumanie, Argentine et au Royaume-Uni, 500 en Lettonie et 1 000 autres répartis dans d'autres pays comme l'Allemagne, l'Autriche, la Tchécoslovaquie, la Belgique, la France et le Brésil. À ce moment, le secrétaire général de l'organisation était B. Locker. L'Union mondiale possédait une branche féminine, l'Organisation des Femmes pour les Pionnières en Palestine.
À l'instar de leurs attitudes sur le stalinisme, les deux ailes du Poale Zion se divisèrent sur l'utilisation et le développement du yiddish et de la culture yiddish, la gauche étant davantage favorable à cette culture, comme dans le Bundisme, alors que l'aile droite s'identifiait plus fortement avec le mouvement de résurgence de l'hébreu qui devint populaire au sein du mouvement sioniste au début des années 1900. 
Pendant une brève période suivant la guerre, les deux fractions du Poale Zion furent considérées comme des partis légaux et « agissants » en Pologne, mais leur devenir était très incertain. Ils furent dissous en février 1950 au cours du bannissement général des partis politiques juifs par la direction communiste.

## Durant la Shoah
Durant la Seconde Guerre mondiale en Pologne, le groupe de résistants juifs ŻOB fut fondé à partir d'une coalition comprenant le Hashomer Hatzair, le Dror, le Bnei Akiva, l'Union générale des travailleurs juifs, de nombreux groupes communistes juifs et les deux tendances du Poale Zion.
De nombreux combattants connus de cette résistance juive, particulièrement ceux impliqués dans le soulèvement du ghetto de Varsovie, étaient membres du Poale Zion. Parmi eux :
- Adolf Berman, combattant du ZOB de Varsovie, secrétaire du Żegota, de la Gauche Poale Zion.
- Hersz Berlinski, membre du commandement du ZOB de Varsovie, de la Gauche Poale Zion.
- Yochanan Morgenstern, membre du commandement du ZOB de Varsovie, de la Droite Poale Zion.
- Emanuel Ringelblum, combattant du ZOB de Varsovie, chroniqueur du ghetto de Varsovie, de la Gauche Poale Zion.

## Héritage du Poale Zion
Après la Première Guerre mondiale, David Ben Gourion fonda le parti Akhdut HaAvoda qui intégrait la plus grande partie des membres de droite de Poale Zion en Palestine mandataire. Il fut une des composantes fondatrices du Mapaï dans les années 1930. La gauche de Poale Zion fusionna avec le Parti des Travailleurs Hashomer Hatzair de Palestine lié à l'organisation Hachomer Hatzaïr pour les kibboutz et la Ligue socialiste s'appuyant sur les urbains pour former le Mapam en 1948, qui fusionna plus tard avec deux petits partis, le Ratz et le Shinouï afin de former le Meretz-Yachad. En 1946, une scission au sein du Mapai conduisit à la résurgence de l'Akhdut HaAvoda (Akhdut HaAvoda-Travailleurs de Sion), qui s'unit au Mapam en 1948. En 1954, un petit groupe de dissidents du Mapam quitta le parti en reprenant le nom d'Akhdut HaAvoda-Travailleurs de Sion. Ce parti prit finalement part à l'Alignement dans une fusion en 1965 (qui plus tard inclut le Mapam et le Rafi). En 1992, l'Alignement devient le Parti travailliste israélien.
En Amérique du Nord, le Poale Zion fonda le mouvement Hechalutz, le Farband et le Habonim Dror, puis plus tard l'Organisation travailliste sioniste d'Amérique, qui fusionna avec d'autres groupes au sein de l'Alliance travailliste sioniste, qui se rebaptisa Ameinu en 2007. En Grande-Bretagne, le Poale Zion se rebaptisa en 2004 Mouvement travailliste juif.
À l'international, la Droite Poale Zion est représentée au sein de l'Organisation sioniste mondiale par le mouvement sioniste travailliste mondial, le groupe « à la gauche » de l'Organisation sioniste mondiale étant l'Union mondiale des Meretz.